# 台谏
台谏是台官與諫官之合稱，首置於唐朝。
侍御史、殿中侍御史与监察御史通称为台官，另有谏议大夫、拾遗、补阙、正言通称谏官，兩者职责往往相混，故合稱台谏。
宋朝最看重台谏，“台谏者，天子耳目之臣”，而且言者无罪。宋太祖甚至立下“不得杀士大夫及上书言事人”、“誓不诛大臣、言官”之誓言。明初废谏院，以给事中兼领监察，即所謂六科給事中。清代之台諫合流入都察院。